# Charles Baudelaire
Charles Pierre Baudelaire (wym. [ʃaʁl bodlɛʁ] wymowaⓘ) (ur. 9 kwietnia 1821 w Paryżu, zm. 31 sierpnia 1867 tamże) – francuski poeta i krytyk, parnasista zaliczany do grona tzw. „poetów wyklętych”. Znany z przekładów utworów m.in. Edgara Allana Poego. Prekursor symbolizmu i dekadentyzmu.
Jego – epatująca śmiałą erotyką, brzydotą, obrazami zła i profanacji – twórczość wywoływała w swoim czasie kontrowersje, a autora wielokrotnie oskarżano o obrazę moralności. Baudelaire często podejmował tematy prostytucji, dewiacji, życia na marginesie społecznym oraz buntu przeciwko tradycji i religii. W jego twórczości widoczne są akcenty mizoginiczne oraz gnostyckie.
W młodości Charles Baudelaire przyjaźnił się z takimi pisarzami jak Honoré de Balzac, Gérard de Nerval czy Theophile Gautier.

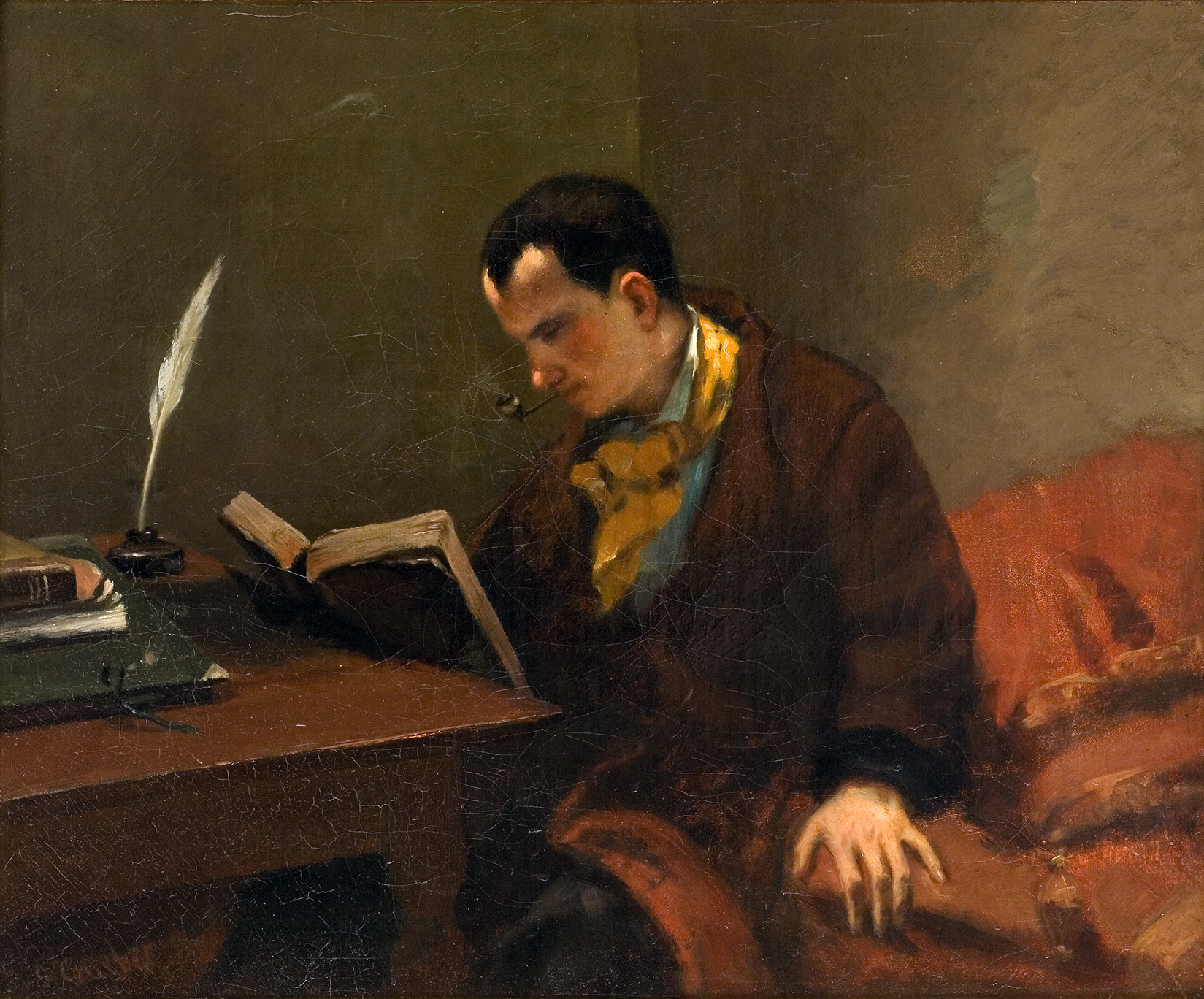
Charles Baudelaire na płótnie Gustave Courbeta

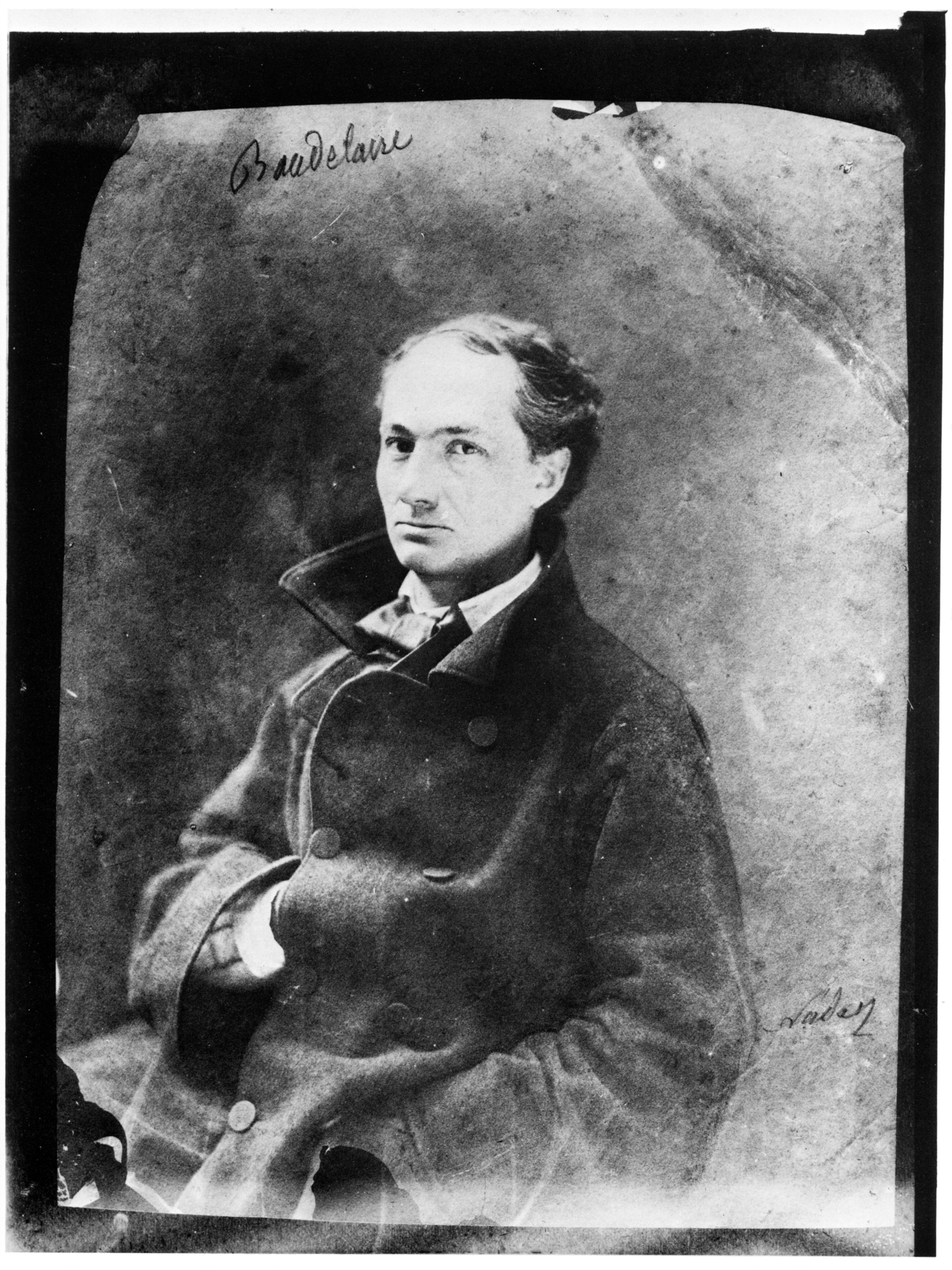
Baudelaire (1855)

## Życiorys
Urodził się w Paryżu w rodzinie byłego księdza rzymskokatolickiego, a następnie urzędnika François Baudelaire’a i Caroline z domu Dufays. W wieku sześciu lat stracił ojca. Ponieważ matka wyszła ponownie za mąż za oficera Jacques’a Aupicka w 1828 przeniósł się razem z rodziną do Lyonu, gdzie jego ojczym służył jako dowódca batalionu w stopniu pułkownika. Początkowo uczył się w Collège Royale w Lyonie. Od 1836 przebywał ponownie w Paryżu jako uczeń Collège Louis-le-Grand. W tym okresie powstały jego pierwsze wiersze, pisane w języku francuskim i po łacinie. W 1839 został usunięty ze szkoły. Zdał jednak z powodzeniem egzamin maturalny w trybie eksternistycznym. W 1840 rozpoczął studia prawnicze. Obracał się w towarzystwie bohemy Paryża. Często odwiedzał prostytutki i w tym okresie mógł zarazić się rzeżączką i syfilisem. Zaczął też zadłużać się, głównie za ubrania. Zbulwersowana jego zachowaniem rodzina postanowiła go od tego środowiska odseparować. W 1841 ojczym wysłał go na rok do Indii, pragnąc wdrożyć go do pracy w handlu.
Baudelaire nie dotarł tam jednak. W 1842 jego statek z powodu sztormu na Oceanie Indyjskim musiał zakończyć rejs na Mauritiusie.

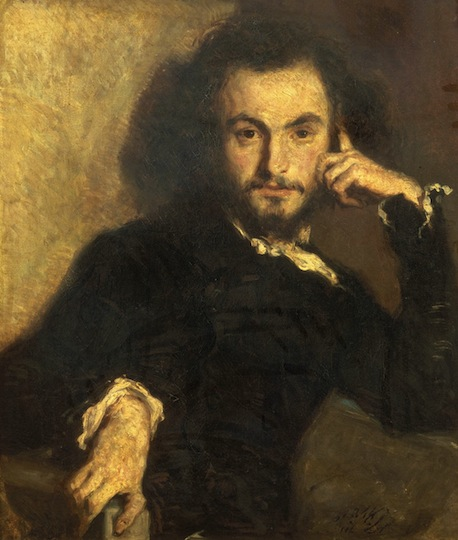
Émile Deroy, Portret Charles’a Baudelaire’a, 1844

Po powrocie z podróży Baudelaire jako pełnoletni otrzymał spadek po ojcu, osiadł w Paryżu i zerwał kontakty z rodziną. Rozpoczął życie bogatego dandysa. Wstąpił do kół literackich i kontynuował pracę twórczą. Przed 1845 powstała pierwsza część zbioru Sztuczne raje oraz niektóre utwory włączone następnie do Kwiatów zła. 30 czerwca 1845 roku podjął próbę samobójczą, która zakonczyła się niepowodzeniem. W 1848 wziął udział w rewolucji lutowej, pragnąc w ten sposób przede wszystkim wyrazić bunt przeciwko rodzinie (ojczymowi). W tym samym roku rozpoczął pracę nad tłumaczeniem utworów Edgara Allana Poego.
W 1855 osiemnaście jego utworów poetyckich zostało wydrukowanych w „Revue des Deux Mondes”, dwa lata później miała miejsce pierwsza publikacja Kwiatów zła. Treść niektórych zawartych w tomie wierszy stała się przyczyną wytoczenia poecie procesu o obrazę moralności publicznej, który zakończył się obłożeniem go karą grzywny i konfiskatą niektórych tekstów.
W 1860 opublikował tom Sztuczne raje, rok później rozszerzone wydanie Kwiatów zła z nowymi utworami. Od 1864 przebywał na stałe w Brukseli pracując nad poematami prozą, które zostały wydane pośmiertnie, jako Paryski spleen.
Strój był dla niego rodzajem autokreacji: ubierał się na czarno, nosił lakierki, jasnoróżowe rękawiczki i czerwony krawat. Postulując programowe próżniactwo, sam ciężko pracował, przeważnie żyjąc w biedzie. Jego stan zdrowia pogarszały modne wśród ówczesnej paryskiej cyganerii narkotyki (eter, opium, haszysz). W 1864 roku uciekł przed wierzycielami do Belgii, gdzie jego stan zdrowia znacznie się pogorszył. Rok przed śmiercią sparaliżowany i niezdolny do mówienia przewieziony został do Paryża.

## Dzieła
- 1845: Salon 1845
- 1846: Salon 1846
- 1847: La Fanfarlo
- 1852: Sztuka romantyczna
- 1857: Kwiaty zła
- 1864: Paryski spleen. Poematy prozą
- 1866: Odpryski

Baudelaire był autorem jednych z pierwszych przekładów na język francuski literatury Edgara Allana Poego, którego dzieła wypromował we Francji. Jego tłumaczenia zostały zebrane w Histoires extraordinaires.

### Odniesienia w kulturze
- Le Mauvais Moine/ Mnich – tekst Baudelaire’a w wykonaniu Danziger Man & Carlos, w wersjach językowych polskiej i francuskiej.
- Wojciech Płocharski na płycie Cyfry duetu Przyjaciele wykonuje piosenki do wierszy Zapach egzotyczny oraz Zaproszenie do podróży.
- Manga Shūzō Oshimiego wydawana w latach 2009 – 2014 nosi tytuł "Kwiaty zła" (惡の華, Aku no Hana) i zawiera liczne nawiązania i cytaty z twórczości Baudelaire’a, zwłaszcza do dzieła o tym samum tytule. Manga doczekała się dwóch adaptacji – serial anime z 2013 oraz film aktorski z 2019.